# Forst Bibra
Koordinaten: 51° 12′ 26,1″ N, 11° 37′ 0,1″ O
Forst Bibra ist ein Naturschutzgebiet in Sachsen-Anhalt und Bestandteil des rund 571 Hektar großen, gleichnamigen FFH-Gebietes.

## Beschreibung
Das 505,0 Hektar große Naturschutzgebiet mit der Nr. NSG 0127 liegt südöstlich von Bad Bibra im Burgenlandkreis im Landschaftsschutzgebiet „Unstrut-Triasland“ auf einer Höhe von 160 bis 288 m ü. NN. Die höchste Erhebung im Gebiet ist die Stockmann-Höhe mit 288,3 m ü. NN.
Schutzziel ist es, mesophile Laubwaldbestände und wertvolle Xerothermrasen mit zahlreichen seltenen und geschützten Pflanzenarten zu erhalten.